# Briedel
Briedel est une commune située dans l'arrondissement de Cochem-Zell, dans le Land de Rhénanie-Palatinat en Allemagne.

## Géographie